# Xã Harrison, Quận Harrison, Iowa
Xã Harrison (tiếng Anh: Harrison Township) là một xã thuộc quận Harrison, tiểu bang Iowa, Hoa Kỳ. Năm 2010, dân số của xã này là 1.300 người.